# Болгарський туристичний союз

Емблема союзу

Болгарський союз туристів (болг. Български туристически съюз) — добровільне, незалежне, непартійне і неурядове об'єднання, що займається організацією громадського відпочинку, спортивно-туристичної, культурної, краєзнавчої, природоохоронної та екологічної діяльністю. Основна мета Болгарського союзу туристів — допомагати у розбудові громадянського суспільства та демократії в Республіці Болгарії в області громадського туризму.
Болгарський союз туристів сприяє створенню умов для:
- здійснення туризму і пов'язаного з ним активного відпочинку;
- розвитку різноманітних видів і форм туризму;
- стимулювання спортивного орієнтування, альпінізму, спелеології, впровадження сучасних досягнень в спортивно-туристичної галузі;

Болгарський союз туристів трудиться для збереження навколишнього середовища Болгарії та її культурно-історичної спадщини, популяризує їх у всіх країн світу.
Болгарського союзу туристів належить 410 об'єктів, з яких:
- 219 дач на більш ніж 13 тис. чоловік;
- 26 заслонів на 283 особи (Заслін — маленька хатина, де може на час негоди сховатися 4-5 чоловік на кілька годин до кількох днів. Персоналу в їх немає, але вони завжди відкриті. Працівники БТС стежать, щоб у будиночках завжди були трохи дров, сірники, мінімальна їжа, пара ковдр та питна вода. Каналізації і електрики в таких хатинах немає.);
- 33 турбази на 2394 місць;
- 33 туристичні спальні на 1296 місць;
- 13 кемпінгів на 383 місць.

## Історія Болгарського союзу туристів
Передісторія організованого туризму в Болгарії починається з паломництва до Гробу Господнього в Єрусалим і Рильського монастиря, торговим поїздок у Дубровник, Відень і Будапешт.

### Перший етап (1895—1944)

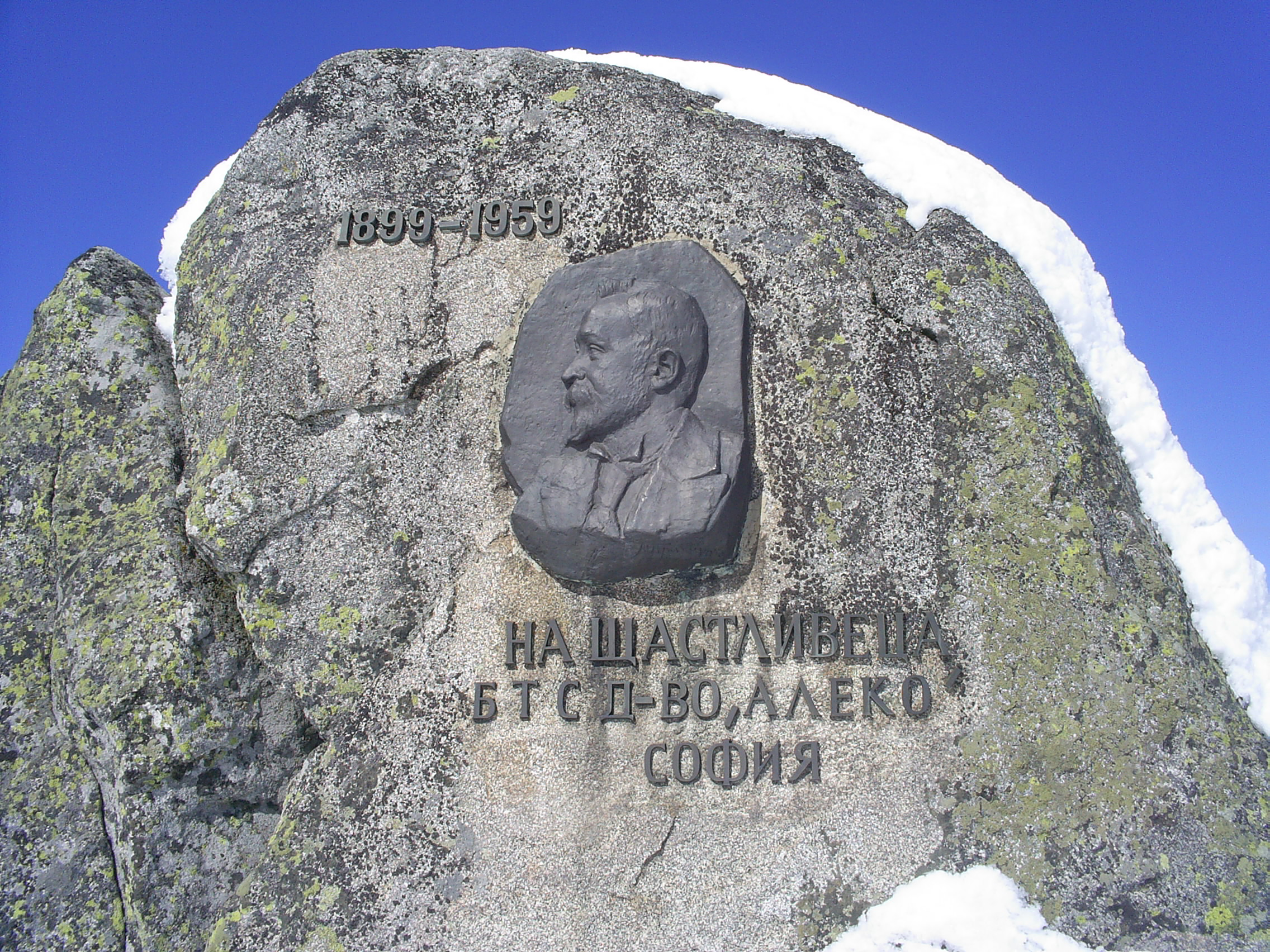
Пам'ятник Алеко Константинова на горі Черні-Врих

27 серпня 1895 року, після сходження на пік Черні-Врих гірського масиву Вітоша, засновується Клуб болгарських туристів. Це відбулося за ініціативою Алеко Константинова. Оголошення про заснування клубу було надруковано в газеті «Знаме» (№ 99 від 23 серпня 1895 року) і адресувалися всім любителям болгарської природи. На нього відгукуються понад 300 осіб всіх верств та вікових категорій болгарського населення.
Після вбивства Константинова діяльність клубу затихає. Він відроджується 23 серпня 1899 року як Перше болгарська співдружність туристів. Створено статут, установлено цілі, задачі і програма суспільства. Починається активна організаторська та культурна діяльність. На початку XX століття по всій Болгарії швидко виникають відділення товариства. Засновується Союз юних туристів.
Цей етап характеризується установою нових відділень спілки, затвердженням основних типів туристичної діяльності: озеленення та збереження навколишнього середовища, маркування стежок для туризму, будівництво дач для відпочинку. Розробляються основи альпінізму і спелеології. Створюються перші гірничо-рятувальні загони. Організовуються хори туристів.

### Другий етап (1944—1956)
На початку 1945 року Болгарський союз туристів і Союз юних туристів об'єднуються в Народний союз туристів. У цей період організуються перші «екскурзионные летованія», з'являється Центральна альпіністська школа «Малевица». У перший раз проходить національний туристичний похід «Ком-Еміне» (1953), який сьогодні є частиною туристичного маршруту Е-8. Організовуються перші змагання з спортивного орієнтування (1954 р.) і перший гребний похід по річці Дунай.

### Третій етап (1956—1989)
Республіканські секції туризму і альпінізму відокремлюються від Вищого комітету Фізкультури і спорту і знову об'єднуються в Болгарський союз туристів як продовжувачі справи першозасновників, з туристичними спілками — спадкоємцями гілок Болгарського союзу туристів серед об'єднань. Досліджуються багато печери, ущелини і гори в Болгарії та в інших країнах. Створюються федерації туризму, альпінізму, спелеології, захисту природи та орієнтування. Будується безліч дач. Державні структури активно підтримують рух туристів.
У 1984 році болгарська альпіністська експедиція підкорює Еверест. Христо Проданов ставить світовий рекорд по підйому на його південно-західний хребет, без кисневої маски.

### Четвертий етап (з 10 листопада 1989)
Різко знижується і повністю припиняється державне фінансування. Знижується кількість членів організації, кадри старіють, дачі руйнуються і розкрадаються. Молоді люди надають перевагу міському середовищу. На початку XXI століття починається новий підйом туристичного руху. Підтримуються 2 150 км маркованих туристичних стежок у болгарській частині Європейських пішохідних маршрутів Е-3, Е-4 і Е-8. Створюються еко-стежки та інформаційні центри на підступах до гір і у великих містах. Поновлюється рух «100 національних туристичних об'єктів» і туристичні взаємини з сусідніми країнами.